# Nebmaatré (herceg)
Nebmaatré (nb-m3ˁ.t-rˁ, „Az igazság ura Ré”) ókori egyiptomi herceg és Ré héliopoliszi főpapja volt a XX. dinasztia idején. Valószínűleg IX. Ramszesz fia volt, mert vele együtt említik két ajtókereten egy héliopoliszi templomban. Ré főpapjának szokásos címe, a „Ré-Atum látóinak legnagyobbika” mellett viselte a cím variánsait is: „Héliopolisz látóinak legnagyobbika” illetve „Héliopolisz látóinak első legnagyobbika”. Nebmaatré neve arra utal, hogy nagyapjának bátyja, VI. Ramszesz uralkodása alatt született, mert az ő uralkodói neve volt a Nebmaatré Meriamon.
IX. Ramszesznek rajta kívül egy gyermeke ismert teljes bizonyossággal, Montuherkhopsef herceg, bár lehetséges, hogy utóda, X. Ramszesz is az ő fia volt.